# Похищенный Санта Клаус
«Похищенный Санта Клаус» (англ. A Kidnapped Santa Claus) — рождественский рассказ Фрэнка Баума. Считается «одной из наиболее красивых историй Баума».
Впервые рассказ с иллюстрациями Фредерика Ричардсона был напечатан женским журналом «The Delineator» в декабре 1904 года.

## Мифология
Рассказ был написан Баумом спустя два года после выхода его же книги «Жизнь и приключения Санта Клауса» (англ. The Life and Adventures of Santa Claus). В обоих произведениях главный рождественский волшебник живёт в Смеющейся долине (англ. Laughing Valley) вместе с феями и пикси, которые помогают ему. Кстати, иногда и рассказ, и предшествующую ему повесть публикуют вместе.

## Сюжет
В Смеющейся долине, в замке Санты всё идёт своим чередом. Никто не догадывается, что пять демонов из расположенной совсем близко пещер — Эгоизма, Зависти, Ненависти, Злобы и… Раскаяния (самая неоднозначная личность) — возненавидели Санту, потому что именно из-за него дети обходят стороной их страшные места обитания. Они решают снизить влияние волшебника на детей (Демон Раскаяния помогает им, потому что до его пещеры нельзя добраться, не посетив остальные).
Духи пытаются завлечь Санту на свою сторону и сделать его завистливым и злобным эгоистом, но он лишь смеётся над нелепыми попытками сделать это (аллюзия на Искушение Христа). Тогда разозлённые демоны похищают волшебника прямо из его саней с помощью лассо.
Когда четыре маленьких помощника Санты, путешествовавшие с ним на санях, понимают, что он попал в плен, то решают быстро доставить все подарки. Миссия выполнена успешно, если не считать того, что один мальчик нашёл под ёлкой набор для шитья, а какой-то девочке достался игрушечный барабан. Теперь надо спасти самого Санту и весь праздник Рождества. Они докладывают о похищении Королеве фей, и она вмиг собирает армию для спасения сказочного героя. Тем временем Санта освобождён Демоном Раскаяния, который уже раскаялся в преступлении. Возвращаясь домой, Санта встречает армию и отправляет её назад.

## Издания и адаптации
Как и многие другие произведения Баума, рассказ был напечатан в журнале «The Baum Bugle» (1968). В форме книги он был впервые издан в 1969 году.
В 1989 Сильвия Эшби написала музыкальную пьесу для детей под названием «Санта исчез!» (англ. Santa Claus is Missing!) с песнями Скотта Тэйлора. Рассказ был экранизирован как эпизод мультсериала «Дети страны Оз» (англ. The Oz Kids) под названием «Кто похитил Санту?» (англ. Who Stole Santa?). Алекс Робинсон превратил историю в комикс в 2009 году.
Сама идея похищения главного рождественского волшебника неоднократно использовалась в таких художественных произведениях, как «Кошмар перед Рождеством» Тима Бёртона, пьесе Рут Энн Патти «Может ли Миссис Клаус спасти рождество?» и многих других.